# Jestřabí Lhota
Jestřabí Lhota là một làng thuộc huyện Kolín, vùng Středočeský, Cộng hòa Séc.